# Macromia calliope
Macromia calliope là loài chuồn chuồn trong họ Macromiidae. Loài này được Ris mô tả khoa học đầu tiên năm 1916.